# Margot Robbie
Margot Elise Robbie (Dalby, Queensland, 2. srpnja 1990.) australska je glumica najpoznatija po ulozi Harley Quinn u DC filmovima, Donne Freedman u ABC-ovoj seriji Susjedi i seriji Pan Am te po filmu Martina Scorseseija Vuk s Wall Streeta i filmu Barbie. Od 2022. ubraja se među najplaćenije glumice u Hollywoodu.

## Rani život
Margot se rodila 2. srpnja 1990. u Dalby, Queenslandu. Odrasla je u Gold Coastu u australijskoj saveznoj državi Queensland. Sa sedamnaest godina preselila se u Melbourne da bi započela glumačku karijeru. Diplomirala je na Somerset Collegeu u Gold Coastu 2007. godine. 

## Karijera

#### Početak (2007. – 2010.)
Profesionalno se počela baviti glumom od 2007. godine kad je glumila u dva filma I.C.U. i Vigilante, oba je režirao Aaron Aash. Tada još nije imala agenta, ali je zadivila redatelja pa je dobila ulogu. Također je glumila u reklamama i imala je gostujuću ulogu u seriji Gradsko umorstvo. 
Glumila je Donnu Freedman u australskoj seriji Susjedi od lipnja 2008. godine. Lik je bio originalno samo gostujuća uloga, ali se kasnije pretvorio u stalan lik.
Početkom 2009. Margot se pojavila u puno Network Ten promocija. Također je postala Youth ambasador za nestale ljude. Iste je godine bila nominirana za Najpopularniji novi ženski talent na australijskim Logie nagradama, također i za Najzgodniju osobu na Nickelodeon Kids Choice nagradama. U rujnu 2010. izjavila je kako će napustiti seriju Susjedi nakon tri godine i pošla je u Hollywood da ostvari karijeru. Bila je nominirana i za najpopularniju glumicu na Logie nagradama. 

#### 2011. – danas
Nakon što je došla u Los Angeles, pošla je na audiciju za seriju Charlijevi anđeli, ali producenti su je preferirali za ulogu u seriji Pan Am s Christinom Ricci. Serija je otkazana nakon jedne sezone zbog loših rezultata iako su kritike bile dobre. Godine 2012. počela je glumiti u filmu Pravi Trenutak s Rachel McAdams. Bila je u razgovorima da glumi u filmu Martina Scorseseija Vuk s Wall Streeta s Leonardom DiCaprijem i Jonahom Hillom, ulogu je kasnije dobila, zaprimivši mnoge nagrade i nominacije za tu ulogu. 
Uskoro su slijedile uloge u filmovima Nasilan Talent, Suite française, Fokus s Willom Smithom, Z za Zachariaha s Chrisom Pineom i Chiwetelom Ejioforom te filmu Tarzan s Alexanderom Skarsgårdom.
Njezin prikaz olimpijske klizačice Tonye Harding u biografskom filmu Ja, Tonya (2017.) donio joj je nominaciju za Oscara za najbolju glumicu. Sljedeće godine glumila je kraljicu Elizabetu I. u Mary Queen of Scots, što joj je donijelo nominaciju za nagradu Ceha filmskih glumaca. Iste godine, Robbie je posudila glas Flopsy Rabbitu u obitelskom filmu Peter Zecimir. Dobila je drugu nominaciju za Oscara, ovaj put za najbolju sporednu glumicu, za svoju izvedbu zaposlenice Fox Newsa u Bombshell (2019.). Njezin portret Sharon Tate u filmu Bilo jednom... u Hollywoodu (2019.) redatelja Quentina Tarantina donio joj je nominaciju za nagradu BAFTA za najbolju glumicu u sporednoj ulozi. Robbie je kasnije reprizirala ulogu Harley Quinn u Birds of Prey 2020. i u The Suicide Squad sljedeće godine. Godine 2022. Robbie je glumila u povijesnim filmovima Amsterdam i Babylon, a sljedeće je godine tumačila glavnu ulogu u Barbie filmu redateljice Grete Gerwig.
Sa suprugom, britanskim producentom Tom Ackerley, boravi u Venice Beach, Kaliforniji.

## Filmovi
| Godina | Naslov filma                                      | Uloga                | Redatelj               |
| ------ | ------------------------------------------------- | -------------------- | ---------------------- |
| 2008.  | Vigilante                                         | Cassandra            | Aash Aaron             |
| 2009.  | I.C.U.                                            | Tristan Waters       | Aash Aaron             |
| 2013.  | Vuk s Wall Streeta                                | Naomi Lapaglia       | Martin Scorsese        |
| 2015.  | Z za Zachariahu                                   | Ann                  | Craig Zobel            |
| 2015.  | Focus                                             | Jess                 | Glenn Ficarra          |
| 2015.  | Suite Française                                   | Celine Joseph        | Saul Dibb              |
| 2015.  | Oklada stoljeća                                   | cameo uloga          | Adam McKay             |
| 2016.  | Whiskey Tango Foxtrot                             | Tanya Vanderpoel     | Glenn Ficarra          |
| 2016.  | Legenda o Tarzanu                                 | Jane Clayton         | David Yates            |
| 2016.  | Odred otpisanih                                   | Harley Quinn         | David Ayer             |
| 2017.  | Ja, Tonya                                         | Tonya Harding        | Craig Gillespie        |
| 2017.  | Zbogom, Christopher Robin                         | Daphne de Sélincourt | Simon Curtis           |
| 2018.  | Petar Zecimir                                     | Flopsy               | Will Gluck             |
| 2018.  | Terminal                                          | Annie/Bonnie         | Vaughn Stein           |
| 2018.  | Slaughterhouse Rulez                              | Audrey               | Crispian Mills         |
| 2018.  | Mary Queen of Scots                               | kraljica Elizabeta I | Josie Rourke           |
| 2019.  | Dreamland                                         | Allison Wells        | Miles Joris-Peyrafitte |
| 2019.  | Bilo jednom... u Hollywoodu                       | Sharon Tate          | Quentin Tarantino      |
| 2019.  | One su bombe                                      | Kayla Pospisil       | Jay Roach              |
| 2020.  | Birds of Prey i emancipacija famozne Harley Quinn | Harley Quinn         | Cathy Yan              |
| 2021.  | Petar Zecimir 2                                   | Flopsy               | Will Gluck             |
| 2021.  | Odred otpisanih: Nova misija                      | Harley Quinn         | James Gunn             |
| 2022.  | Amsterdam                                         | Valerie Voze         | David O. Russell       |
| 2022.  | Babylon                                           | Nellie LaRoy         | Damien Chazelle        |
| 2023.  | Asteroid City                                     | glumica/ supruga     | Wes Anderson           |
| 2023.  | Barbie                                            | Barbie               | Greta Gerwig           |

## Televizijske serije
| Godina    | Naslov serije           | Uloga             |
| --------- | ----------------------- | ----------------- |
| 2008.     | Pregled s Mayles Barlow | Kelly             |
| 2008.     | Princeza Slona          | Butterfly         |
| 2008.     | Gradsko Umorstvo        | Caitlin Brentford |
| 2008.-11. | Susjedi                 | Donna Freedman    |
| 2011.     | Pan Am                  | Laura Cameron     |

## Vanjske poveznice
|  | Zajednički poslužitelj ima još gradiva o temi Margot Robbie |

- Margot Robbie na Internet Movie Databaseu